# La Boyada
La Boyada est une ville de l'Uruguay située dans le département de San José. Sa population est de 67 habitants.

## Population
| Année | Population |
| ----- | ---------- |
| 1963  | 110        |
| 1975  | 116        |
| 1985  | 87         |
| 1996  | 81         |
| 2004  | 67         |

Référence,: